# Клецький Лев Михайлович
Лев Михайлович Клецький (нар. 18 березня 1903 — 25 грудня 1989, Москва) — український радянський економіст-аграрник, доктор економічних наук з 1957 року, професор з 1939 року, член-кореспондент ВАСГНІЛ.

## Біографія
Лев Михайлович народився 5 [18] травня 1903 року в селі Олександрівці (тепер Новотроїцький район Херсонської області, Україна). 
У 1925 році член ВКП(б).
У 1928 році закінчив Херсонський агроекономічний інститут де відтоді й працював: від 1933 року завідувач кафедри економіки й організації сільського господарства.
З 1929 по 1930 роки директор Харківського інституту сільського господарства і лісівництва.
З 1939 по 1959 роки завідувач кафедри економіки й організації сільського господарств Харківського сільськогосподарського інституту імені В. В. Докучаєва.
У 1959 році член-кореспондент ВАСГНІЛ.
З 1959 по 1962 роки академік-секретар відділення економіки і організації сільського господарства і член Президії Української академії сільськогосподарських наук.
З 1963 по 1979 роки в  Українській сільськогосподарській академії (до 1974 року — завідувач кафедрою).
Жив в Києві в будику на бульварі Тараса Шевченка, 10, квартира 27. Помер в Києві 25 грудня 1989 року.

## Наукова діяльність
Праці з питань експлуатації сільськогосподарських машин, продуктивності праці, собівартості продукції, рентабельності виробництва, госпрозрахунку, поглибленої спеціалізації в колгоспах і радгоспах УРСР та інше. Опублікував пона 200 наукових праць, зокрема:
- Експлуатація машинно-тракторного парку. Київ, 1935;
- Продуктивность труда в социалистическом хозяйстве. Москва, 1940;
- Економіка соціалістичного сільського господарства: Посібник. Харків, 1955; 1957;
- Повний госпрозрахунок радгоспів — найважливіша ланка економічної реформи в сільському господарстві. Київ, 1972 (у співавторстві);
- Наукові основи повного господарського розрахунку в радгоспах. Київ, 1975;
- Теоретические аспекты проблем магистрального направления развития социалистического сельского хозяйства. Экономика Советской Украины. 1980. № 2.

## Відзнаки
- ордени Жовтневої Революції;
- ордени Трудового Червоного Прапора;
- трудова відзнака «Знак Пошани»;
- медалі.